# 肯雅兰全民党
肯雅兰全民党（缩写为PBK）是马来西亚砂拉越的一个政党，成立于2013年，总部设在民都鲁。
该党的既定意图是建立一个公正、平等、进步、稳定与和谐的社会，并成为砂拉越人表达对影响砂拉越的问题及关注和维护砂拉越关注和自治的平台。
该党还寻求以马来西亚协议和科博德委员会报告为基础，推动对砂拉越权利状况的审查。 、肯雅兰全民党是目前唯一一个致力于“寻求独立”概念的政党，并获得砂拉越人民的支持。
作为一个支持独立的政党，肯雅兰全民党将根据马来西亚联邦在联合国大会第1514和1541号决议中提到的不可剥夺的自决权，一旦成为砂拉越政府，该党会根据国内和国际法通过宪法和法律手段为砂拉越寻求自由和独立。
2022年，肯雅兰全民党与全民团结党和新达雅党共同组成砂拉越人民团结联盟。

## 大选成绩
该党在2018年大选中首次亮相，通过角逐泗里街国会议席，但仅获得392张选票，导致候选人的按柜金损失。
| 选举 | 赢得席位 | 竞选席位 | 总得票数 | 得票率 | 选举结果                            | 选举领袖      |
| ---- | -------- | -------- | -------- | ------ | ----------------------------------- | ------------- |
| 2018 | 0 / 222  | 1        | 392      | 0.003% | ━ 0席；无代表                       | Yu Chang Ping |
| 2022 | 0 / 222  | 3        | 2,311    | 0.01%  | ━ 0席；无代表（砂拉越人民团结联盟） | 温利山        |

## 州议会选举成绩
| 州选举   | 州立法议会       | 州立法议会            |
| 州选举   | 砂拉越州立法议会 | 总获胜次数/总参赛次数 |
| -------- | ---------------- | --------------------- |
| 2/3 多数 | 2 / 3            | 2 / 3                 |
| 2021     | 0 / 82           | 0 / 73                |